# 浜松市立雄踏小学校
浜松市立雄踏小学校（はままつしりつ ゆうとうしょうがっこう）は、静岡県浜松市中央区雄踏町にある公立小学校。略称は雄小（ゆうしょう）。

## 概要
学制発布後の1872年に開校した小学校である。雄踏地域唯一の小学校で、同地域の全域を学区としている。

## 沿革
- 明治5年9月24日（1872年10月26日） - 私立の宇布見郷学として、弘忍寺（弘忍精舎）を仮校舎として創立[5][6][3]。
- 1873年（明治6年）
  - 1月 - 公立校へ移行[5]。
  - 10月 - 「雄踏学校」に改称[5]。
- 1874年（明治7年） - 妙楽寺へ移転。生徒増加に伴い、西隣にあった観音寺（廃寺）を解体し、跡地に校舎を落成[6]。
- 1875年（明治8年）4月 - 校舎へ移転[6]。開校式を挙行[7]。
- 1876年（明治9年）6月10日 - 新校舎を建築[5]。
- 1885年（明治18年） - 「雄踏尋常小学校」に改称[5]。
- 1886年（明治19年）12月 - 山崎尋常小学校を統合[8]。
- 1892年（明治25年）7月 - 高等科を開設し、「雄踏村立雄踏尋常高等小学校[9]」に改称。村立山崎尋常小学校が独立[8]。
- 1904年（明治37年）9月 - 雄踏尋常小学校附設雄踏実業補習学校を併設[10]。
- 1907年（明治40年）9月2日 - 新校舎を落成し、分散授業が解消[5]。
- 1922年（大正11年）4月1日 - 山崎尋常小学校を統合し、山崎分教場を開設[5]。
- 1925年（大正14年）12月1日 - 少年赤十字団を結成[11]。
- 1926年（大正15年）9月4日 - 山崎分教場から移築中の校舎が、暴風により倒壊[12]。
- 1934年（昭和9年） - 雄踏町山崎の浜名湖に50メートルプールを設置[13]。
- 1935年（昭和10年）
  - 4月 - 青年学校令施行に伴い、雄踏町立青年学校を併設[14]。
  - 9月15日 - 校舎を増築[15]。
- 1941年（昭和16年）
  - 3月10日 - 日本水泳競技連盟より最優秀校を受賞。校歌を制定[5]。
  - 4月1日 - 国民学校令施行に伴い、「浜名郡雄踏町国民学校」に改称[5]。
- 1947年（昭和22年）4月1日 - 学校教育法施行に伴い、「雄踏町立雄踏小学校」に改称[16]。
- 1957年（昭和32年） - 鉄筋コンクリート造3階建ての北校舎を落成[17]。
- 1959年（昭和34年）
  - 4月1日 - 山崎分校を統合[5]。
  - 11月3日 - 鉄筋コンクリート造3階建ての南校舎を落成[5]。
- 1964年（昭和39年）5月20日 - 給食を開始[5]。
- 1966年（昭和41年）
  - 4月1日 - 特殊学級（現：特別支援学級）を開設[5]。
  - 12月 - 体育館を落成[17]。
- 1967年（昭和42年）5月12日 - 新プール（25m・50m）を落成[5][17]。
- 1970年（昭和45年）2月15日 - 日本水泳連盟より水泳優秀校を受賞[5]。
- 1984年（昭和59年）9月15日 - 耐震工事を実施[5]。
- 1988年（昭和63年）12月12日 - 校庭を拡張[5]。
- 1998年（平成10年）3月31日 - 日本水泳連盟より学童水泳優秀校を受賞[5]。
- 2005年（平成17年）7月1日 - 編入合併に伴い、「浜松市立雄踏小学校」に改称[5]。
- 2007年（平成19年）3月9日 - 新校舎・新体育館・新プールを落成[5]。
- 2008年（平成20年）
  - 3月1日 - 運動場を設置[5]。
  - 3月6日 - 新校舎落成式を挙行[18]。
- 2010年（平成22年）4月1日 - 1年生において35人学級編成を開始[5]。
- 2012年（平成24年）9月 - 静岡県小中学校器楽合奏大会の器楽の部にて、県知事賞とヤマハ賞を受賞[8]。
- 2015年（平成27年）3月 - イメージキャラクターの「ゆうさく」を作成[8]。
- 2019年（平成31年）4月 - 発達支援学級（肢体不自由）を開設[8]。

## 教育目標
- 自分も友達も大切にする子
- 考えをもち学び合う子
- 心身を鍛える子

出典：

## 施設概要
主な施設を掲載。
- 校舎（11,640.27 m2） - 鉄筋コンクリート造3階建て[2]
- 体育館（1,264.57 m2） - 鉄筋コンクリート造一部木造平屋建て[2]
- プール
- 校庭（7,647 m2[1]）

## 学区
- 浜松市中央区
  - 雄踏町宇布見
  - 雄踏町山崎
  - 雄踏1丁目
  - 雄踏2丁目

出典：

## 進学先の中学校
- 浜松市立雄踏中学校（中央区雄踏町宇布見）[4]

## アクセス

### バス
- 「雄踏小学校」バス停（遠鉄バス）から徒歩で約2分

## 周辺
- 浜松市雄踏文化センター
- 浜松市立雄踏図書館
- 白山神社

## 出身者・関係者
出身者
- 古橋廣之進 - 水泳選手[3]
- 後藤正規 - プロバスケットボール選手[20]
- 漢人陽子 - 水泳選手[21]

関係者
- 坂下仙一郎 - 雄踏町宇布見出身の政治家。1896年に静岡県師範学校講習所を卒業後、教師として教鞭をとった[22][23]。